# Stephan Micus
Stephan Micus (Stoccarda, 19 gennaio 1953) è un musicista tedesco che lavora con gli strumenti musicali tradizionali di tutto il mondo e che si avvale di tecniche particolari come la registrazione multipista che gli permette composizioni molto originali come cori a 22 voci dove il cantante in realtà è soltanto lui.
La sua musica può collocarsi nel crocevia fra la musica classica e la world music.

## Discografia
- Archaic concerts (1976)
- Implosions (1977)
- Till the End of Time (1978)
- Behind eleven deserts (1978)
- Listen to the Rain (1980)
- Koan (1981)
- Wings over Water (1982)
- East of the Night (1985)
- Ocean (1986)
- Twilight Fields (1987)
- The Music Of Stones (1989)
- Darkness And Light (1990)
- To the Evening Child (1992)
- Athos (1994)
- The Garden of Mirrors (1997)
- Desert Poems (2001)
- Towards the Wind (2002)
- Life (2004)
- On The Wing (2006)
- Snow (2008)
- Bold as Light (2010)
- Panagia (2013)
- Nomad Songs (2015)
- Inland Sea (2017)
- White Night (2019)
- Winter's End (2021)
- Thunder (2023)